# Genoveva Gálvez
Genoveva Gálvez Ortuño (Orihuela, Alicante, 1929-Madrid, 26 de febrero de 2021) fue una clavecinista española, responsable del impulso del clave como instrumento musical en España en la segunda mitad del XX. Interpretó sonatas de Domenico Scarlatti, Antonio de Cabezón, Sebastián de Albero, Antonio Soler y Mateo Albéniz.

## Comienzos
Estudió en el Conservatorio Superior de Madrid, donde fue alumna de José Cubiles, y obtuvo al graduarse el primer premio en piano.
Poco después, obtuvo su licenciatura en Filología Románica en la Universidad Complutense de Madrid. Más tarde, comenzó a cantar como soprano en el coro de esa facultad. En una gira por Múnich, acompañando a su coro, conoció a José Luis de Delás, quien la animó a iniciar nuevos estudios para perfeccionar sus interpretaciones.
En 1953 volvió a Múnich, donde cursó estudios musicológicos, y se especializó en música ibérica. Algunos de sus profesores fueron Rafael Puyana o Clemente Terni.
Conoció a Luis Felipe Vivanco, de la generación del 27, y a Li Stadelmann, clavecinista alemana. Poco después volvió a España.

## Retorno a España e inicios de su carrera clavecinística
En 1959 regresó a España y, a petición de Rafael Borrás Prim, comenzó a impartir cursos de clave y música de cámara en Santiago de Compostela. El éxito que obtuvo en aquellas clases propició que, al retirarse el titular de dicha materia, Franz Peter Goebbels, fuera admitida ella en el claustro de académicos en los Cursos Internacionales de Música en Compostela. En dicho comité, se hallaban reunidas grandes figuras del panorama musical español de la época, como Alicia de Larrocha, Victoria de los Ángeles, Andrés Segovia y Conchita Badía.
En 1972, regresó a su alma máter para dar clases de clave, especialidad que había cursado durante varios años. En el Real Conservatorio promovió también cursos de especialización para extranjeros. Su fama había crecido para entonces, y algunas universidades americanas la llamaron como docente invitada. También fue convocada para igual propósito por la Schola Cantorum Basiliensis.

## Trayectoria como clavecinista
Genoveva Gálvez fue considerada como la responsable del resurgimiento del estudio del clave en España. Su amplia carrera fonográfica incluyó más de una docena de discos, en los que ha interpretado a diversos y variados autores, como Johann Sebastian Bach y Domenico Scarlatti.

## Obras publicadas
- El arte de tocar el clavecín, traducción al español de la obra original de François Couperin.
- 30 Sonatas para Clavicordio, interpretación de Sebastián de Albero,
- Trattenimenti Armonici da Camera (Bologna, 1695), de Francisco José de Castro
- Il Burbero di buon cuore de Vicente Martín y Soler, basada en una obra original de Carlo Goldoni. Libreto de Lorenzo da Ponte
- Incógnitas Scarlattianas
- Aspectos ornamentales en la música española para tecla del s. XVIII